# معاهدة فسفار

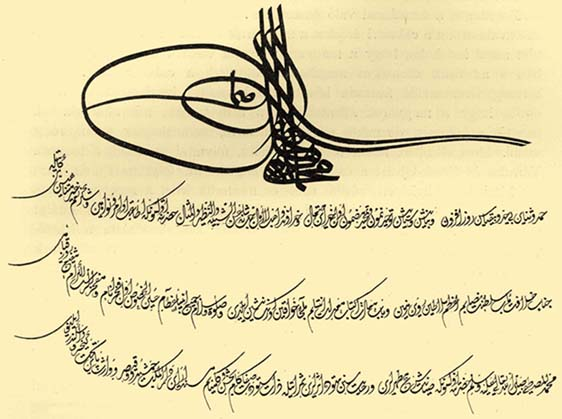
معاهدة فسفار.

سلام فسفار Peace of Vasvár كانت معاهدة بين ملكية هابسبورغ النمساوية والدولة العثمانية وقد أتت في أعقاب معركة سانت كوتارد في 1 أغسطس 1664، وأنهت الحرب العثمانية-النمساوية . وقد ظلت سارية لمدة 20 عاماً، حتى 1683، تخللتها مناوشات حدودية تطورت إلى حرب شاملة انتهت بحصار العثمانيين لفيينا للمرة الثانية